# Oberea curtilineata
Oberea curtilineata är en skalbaggsart som beskrevs av Maurice Pic 1915. Oberea curtilineata ingår i släktet Oberea och familjen långhorningar. Inga underarter finns listade i Catalogue of Life.